# Gymnodactylus vanzolinii
Espèce
Gymnodactylus vanzolinii est une espèce de geckos de la famille des Phyllodactylidae.

## Répartition
Cette espèce est endémique de Bahia au Brésil.

## Étymologie
Cette espèce est nommée en l'honneur de Paulo Emilio Vanzolini.

## Publication originale
- Cassimiro & Rodrigues, 2009 : A new species of lizard genus Gymnodactylus Spix, 1825 (Squamata: Gekkota: Phyllodactylidae) from Serra do Sincorá, northeastern Brazil, and the status of G. carvalhoi Vanzolini, 2005. Zootaxa, no 2008, p. 38-52 (texte intégral).